# Hubert et Fanny
 (février 2018).
Si vous disposez d'ouvrages ou d'articles de référence ou si vous connaissez des sites web de qualité traitant du thème abordé ici, merci de compléter l'article en donnant les références utiles à sa vérifiabilité et en les liant à la section « Notes et références ».
Hubert et Fanny est une série télévisée québécoise en douze épisodes de 42 minutes créée par Richard Blaimert diffusée entre le 9 janvier et le 10 avril 2018 sur ICI Radio-Canada Télé.

## Distribution

### Acteurs principaux
- Mylène St-Sauveur : Fanny Desjardins
- Thomas Beaudoin : Hubert Morin
- Anne-Marie Cadieux : Mimi Caron
- Christine Beaulieu : Frédérique Desjardins
- Marc Messier : Claude Morin
- Fanny Mallette : Hélène Boivin
- Mickaël Gouin : Guillaume Baillargeon
- Henri Chassé : Alain Desjardins
- André Kasper : Justin Desjardins
- Mani Soleymanlou : Yaniss
- Olivia Palacci : Pastel
- Rodley Pitt : Devin Gagnon

## Production

### Fiche technique
- Titre original : Hubert et Fanny
- Création : Richard Blaimert
- Réalisation : Mariloup Wolfe
- Scénario :
- Direction artistique :
- Décorateur :
- Costumes : Éric Poirier
- Photographie :
- Montage : Michel Grou et Cédric Coussy
- Musique : Jean-Philippe Goncalves
- Musique du générique :
- Casting :
- Production
  - Producteurs :
  - Producteurs délégué :
  - Coproducteur :
- Société(s) de production : Sphère Média Plus
- Sociétés de distribution (pour la télévision) : ICI Radio-Canada Télé
- Pays d'origine : Canada
- Langue originale : français
- Format : couleur
- Genre : dramatique, romantique
- Durée : 42 minutes

## Épisodes
| Saison | Nombre d'épisodes | Diffusion sur Ici Radio-Canada Télé | Diffusion sur Ici Radio-Canada Télé | Diffusion sur Ici Radio-Canada Télé | Audiences (en millions) | Classement | Saison TV  |
| ------ | ----------------- | ----------------------------------- | ----------------------------------- | ----------------------------------- | ----------------------- | ---------- | ---------- |
| Saison | Nombre d'épisodes | Jour et horaire de diffusion        | Début de saison                     | Fin de saison                       | Audiences (en millions) | Classement | Saison TV  |
| 1      | 12                | Mardi 20 h                          | 9 janvier 2018                      | 10 avril 2018                       | 1,043                   | 4e         | Hiver 2018 |